# Ronde van China
De Ronde van China is een voormalige meerdaagse wielerwedstrijd die werd verreden in China. De wedstrijd maakte deel uit van de UCI Asia Tour in de categorie 2.1. De eerste editie vond plaats in 1995.
Vanaf 2012 tot 2019 werden twee edities van deze Ronde gereden, met slechts enkele dagen interval. Ze werden respectievelijk Ronde van China I en Ronde van China II genoemd. De eerste versie gaat over zes etappes, de tweede over een proloog en vijf etappes. De editie van 2020 vond geen doorgang in verband met de coronapandemie, de wedstrijd hield nadien op te bestaan.

## Podiumplaatsen
| Jaar                     | Winnaar             | Tweede               | Derde              |
| ------------------------ | ------------------- | -------------------- | ------------------ |
| 1995                     | Vjatsjeslav Jekimov | Daniele Nardello     | Steve Hegg         |
| 1996                     | Michael Andersson   | Tomasz Brożyna       | Jeff Evanshine     |
| 1997-2001: niet verreden |                     |                      |                    |
| 2002                     | Makoto Iijima       | Maksim Iglinski      | Tonton Susanto     |
| 2003                     | Yoshiyuki Abe       | Jurgen Van De Walle  | Kazuyuki Manabe    |
| 2004                     | Koji Fukushima      | Shinichi Fukushima   | Tomasz Kłoczko     |
| 2005                     | Andrej Mizoerov     | Zheng Xiaohai        | Dawid Krupa        |
| 2006-2009: niet verreden |                     |                      |                    |
| 2010                     | Dirk Müller         | David Tanner         | Daniel Summerhill  |
| 2011                     | Muradjan Halmuratov | Ivan Kovalev         | Aleksandr Serov    |
| 2012 I                   | Martin Pedersen     | Stefan Schumacher    | Michael Rasmussen  |
| 2012 II                  | Stefan Schumacher   | Jenning Huizenga     | Vitalij Popkov     |
| 2013 I                   | Kirill Pozdnjakov   | Constantino Zaballa  | José Gonçalves     |
| 2013 II                  | Alois Kaňkovský     | Daniel Klemme        | Unai Iparragirre   |
| 2014 I                   | Kamil Gradek        | Vitalij Boets        | Neil Van der Ploeg |
| 2014 II                  | Boris Sjpilevski    | Milan Kadlec         | Kamil Gradek       |
| 2015 I                   | Daniele Colli       | Oleksandr Polivoda   | Stanislaw Bazjkow  |
| 2015 II                  | Mattia Gavazzi      | Nicolas Marini       | Boris Sjpilevski   |
| 2016 I                   | Raffaello Bonusi    | Jonas Vingegaard     | Mauricio Ortega    |
| 2016 II                  | Marco Benfatto      | Riccardo Stacchiotti | Luke Mudgway       |
| 2017 I                   | Liam Bertazzo       | Joseph Cooper        | Sjarhej Papok      |
| 2017 II                  | Kevin Rivera        | Mirko Trosino        | Mauricio Ortega    |
| 2018 I                   | Sebastián Molano    | Damiano Cima         | Jacopo Mosca       |
| 2018 II                  | Alejandro Marque    | Artem Ovetsjkin      | Kaden Groves       |
| 2019 I                   | Jeroen Meijers      | Roy Eefting          | Jawhen Sobal       |
| 2019 II                  | Xianjing Lyu        | José Fernandes       | Kevin Rivera       |

1995 ·
1996 ·
1997-2001 ·
2002 ·
2003 ·
2004 ·
2005 ·
2006-2009 ·
2010 ·
2011 ·
2012 I ·
2012 II ·
2013 I ·
2013 II ·
2014 I · 
2014 II · 
2015 I · 
2015 II · 
2016 I · 
2016 II · 
2017 I · 
2017 II · 
2018 I · 
2018 II · 
2019 I · 
2019 II
2005 · 
2006 · 
2007 · 
2008 · 
2009 · 
2010 · 
2011 · 
2012 · 
2013 · 
2014 ·
2015 ·
2016 ·
2017 ·
2018 ·
2019 ·
2020 ·
2021 ·
2022 ·
2023 · 
2024 · 
2025
Belangrijkste wedstrijden

Ronde van Hainan · Japan Cup · Ronde van Sharjah · Ronde van het Taihu-meer · Ronde van Fuzhou · Ronde van Dubai · Ronde van Qatar · Ronde van Oman · Ronde van Langkawi · Ronde van Taiwan · Ronde van Iran · Ronde van Japan · Ronde van Korea · Ronde van het Qinghaimeer · Ronde van China I · Ronde van China II · Ronde van Almaty